# Funisulanus Vettonianus
Funisulanus Vettonianus (sein Praenomen ist nicht bekannt) war ein im 3. Jahrhundert n. Chr. lebender Angehöriger des römischen Ritterstandes (Eques).
Durch eine Weihinschrift, die beim Kastell Banna gefunden wurde und die auf 201/300 datiert wird, ist belegt, dass Vettonianus Tribun der Cohors I Aelia Dacorum war, die zu diesem Zeitpunkt in der Provinz Britannia stationiert war.